# ماثيو لومباردي
ماثيو لومباردي هو لاعب هوكي الجليد كندي، ولد في 18 مارس 1982 في مونتريال في كندا.

## وصلات خارجية
- ماثيو لومباردي على موقع دوري الهوكي الوطني (الإنجليزية)
- ماثيو لومباردي على موقع EliteProspects.com (الإنجليزية)
- ماثيو لومباردي على موقع Eurohockey.com (الإنجليزية)
- ماثيو لومباردي على موقع HockeyDB.com (الإنجليزية)
- ماثيو لومباردي على موقع Hockey-Reference.com (الإنجليزية)